# Celinde Schoenmaker
Celinde Schoenmaker (Dordrecht, 15 januari 1989) is een Nederlandse musicalartieste, zangeres en actrice. Ze studeerde Muziektheater aan de Fontys Hogeschool voor de Kunsten in Tilburg; deze opleiding rondde ze in 2012 cum laude af. Op dat moment was ze reeds gecast voor de vrouwelijke hoofdrol in de Nederlandse versie van Ghost, maar deze productie werd door de producent voor onbepaalde tijd uitgesteld. Sindsdien speelde ze hoofdrollen in de Nederlandse toerproductie van Love Story en de West End producties van onder andere Les Misérables en The Phantom of the Opera. In 2019 maakte zij haar filmdebuut in Rocketman, een film over het leven van Elton John. Schoenmaker woont in en werkt vanuit Londen.

## Levensloop en carrière

### Jeugd en opleiding
Schoenmaker woonde gedurende haar jeugd in Dordrecht, Papendrecht, Miami en Etten-Leur. Vanaf haar vijfde volgde ze lessen bij jeugdtheaterscholen, waaronder het Brabants Bont Theater in Etten-Leur. Later vertolkte ze twee seizoenen lang de rol van Tessie in Annie en speelde zij in Oliver! en Pinokkio.
Na het behalen van haar gymnasiumdiploma aan het Stedelijk Gymnasium Breda studeerde Schoenmaker een jaar Liberal Arts aan de Oxford Brookes Univerity. Ze koos deze brede studie omdat ze niet precies wist wat ze wilde studeren. Aan het einde van dat jaar, in april 2008, speelde ze Dorothy in een schoolproductie van The Wizard of Oz. Voor die tijd had ze nog nooit zangles gehad. Eenmaal terug in Nederland werd ze toegelaten tot het Fontys Hogeschool voor de Kunsten in Tilburg. Gedurende de opleiding speelde ze rollen in A Little Night Music, The Secret Garden en Grand Hotel. Ze kreeg les van onder andere Edward Hoepelman, Ingrid Zeegers, Marc Krone, Roeland Vos, Julia Bless en Danielle Waijers. Tevens volgde zij een summer course aan de Guildford School of Acting.
In april 2012 rondde ze de opleiding Muziektheater cum laude af met haar solovoorstelling Nacht, moeder. In juni van dat jaar mocht zij de Jacques de Leeuw Prijs in ontvangst nemen, waarmee zij werd bestempeld als meest getalenteerde student van een uitvoerende opleiding in Nederland. Deze prijs is bedoeld om jonge, talentvolle kunstenaars de mogelijkheid te bieden zichzelf te ontwikkelen. Het prijzengeld besteedde ze onder meer aan een cursus Estill Voice Training System (ETVS, een zangtechniek) en extra zanglessen.

### 2012-2014: professioneel debuut
Gedurende het laatste jaar van haar opleiding werd Schoenmaker gecast voor de hoofdrol Molly Jensen in de Nederlandse productie van Ghost, naast onder meer Freek Bartels, Ton Sieben en Joanne Telesford. De eerste voorstelling zou worden gespeeld op 28 augustus 2012 in het Beatrix Theater, de première op 9 september. De productie werd echter voor onbepaalde tijd uitgesteld; dit had ook gevolgen voor de producties op West End en Broadway en de geplande Australische productie. Dat jaar was ze wel te zien op de Musical Sing-a-Long, waar ze samen met andere pas afgestudeerde musical- en muziektheaterstudenten een medley van nummers uit Fame ten gehore bracht, en was ze een van de solisten bij de Shakespeare in Concert-concerten in theater M-Lab.
Schoenmaker zelf zegt dat ze de teleurstelling van het niet doorgaan van Ghost snel te boven is gekomen. Ze trok naar Londen om na diverse auditierondes te worden gecast voor de rol van Fantine in de West End-productie van Les Misérables, een rol die ze omschrijft als "mijn droomrol" op "droomplek" West End. Op 14 januari 2013 verving zij Sierra Boggess in de rol en maakte daarmee haar officiële West End-debuut. Voor haar performance in Les Misérables werd Schoenmaker genomineerd voor een Broadwayworld UK/West End Award in de categorie Best Performance in a Long-Running West End Show Actress. Na 15 juni 2013 gaf ze de rol door aan Na-Young Jeon.
Nog tijdens haar run in Les Misérables werd bekendgemaakt dat Schoenmaker in de Nederlandse productie van Love Story de vrouwelijke hoofdrol zou gaan vertolken. Ter promotie van de musical nam zij samen met tegenspeler Freek Bartels onder leiding van Eric van Tijn een speciale versie van het nummer Liefde vol historie op. Dit nummer werd uitgebracht als single en werd in september 2013 opgevoerd tijdens de Musical Sing-a-Long. Recensenten zijn enthousiast over Schoenmaker – zo noemt Erik Jonk (Metro) haar "de nieuwe Chantal Janzen" – en er wordt veel gesproken over de chemie tussen haar en Bartels. Voor haar rol in Love Story werd Schoenmaker genomineerd voor de John Kraaijkamp Musical Award in de categorie Beste vrouwelijke hoofdrol in een grote musical en won zij de Musicalworld Award in de categorie Beste vrouwelijke hoofdrol. De laatste voorstelling van Love Story werd gespeeld op 13 april 2014.
In 2013 en 2014 was Schoenmaker een van de solisten bij de Disney in Concert-concerten van het Metropole Orkest in het Koninklijk Concertgebouw. Tevens verzorgde zij in 2014 op de Musical Sing-a-Long voor het eerst een solo-optreden met I Dreamed a Dream uit Les Misérables. Dit ter promotie van Musicals in Concert, een reeks concerten in de Ziggo Dome in november van dat jaar, waar zij optrad naast onder meer Willemijn Verkaik, Chantal Janzen, Jamai Loman en Stanley Burleson. Verder was Schoenmaker op 5 september 2014 naast Alice Fearn, Rob Houchen en Rob Castell solist bij Hundred Story City. Dit concert bevatte uitsluitend nummers uit musicals die zich afspelen in New York, zoals Rent, Ghost en The Last Five Years. Tevens trad Schoenmaker in juni van dat jaar op als gastartiest bij het solo-concert van Danielle Hope in The Delfont Room, het liedjesprogramma A Merry Little Chistmas bedoeld om geld in te zamelen voor kankeronderzoek.

### 2014-2018: voortzetting carrière op West End
In april 2014 maakte Schoenmaker in een interview met Metro bekend dat ze na afloop van Love Story opnieuw in Engeland zou gaan werken, maar op dat moment kon ze nog niet bekendmaken in welke productie ze zou gaan spelen. Op 16 juni keerde ze terug naar Les Misérables op West End in de rol van Fantine. Voor deze run werd zij genomineerd voor een Broadwayworld UK/West End Award in de categorie Best Performance in a Long-Running West End Show Actress en een West End Frame Award in de categorie Best Performance of a Song, voor haar vertolking van I Dreamed a Dream. In juni 2015 nam Schoenmaker afscheid van haar rol in Les Misérables. Kort hierna gaf zij met collega en goede vriend Freek Bartels een concert in het DeLaMar theater. Dit concert kreeg, in een iets andere vorm, in januari 2016 een vervolg in een tweetal koffieconcerten, in het Chassé theater (Breda) en in Theater Heerlen. Tevens was Schoenmaker gastartiest bij een van de concerten die componist Scott Alan in september 2015 gaf in Hippodrome Casino; hoofdartiest bij dit concert was Oliver Tompsett. Daarnaast werd ze gecast voor de eenmalige voorstelling Kings of Broadway, met muziek van Jerry Herman, Stephen Sondheim en Jule Styne.
Vanaf 7 september 2015 was Schoenmaker te zien in de West End-versie van de musical The Phantom of the Opera van Andrew Lloyd Webber, als Christine Daaé. In deze productie had zij onder andere John Owen-Jones, Ben Forster, Nadim Naaman, Lara Martins en Jacinta Mulcahy als haar tegenspelers. Schoenmaker maakte deel uit van de cast tijdens de 30th Anniversary Gala Performance, de feestelijke voorstelling naar aanleiding van de dertigste verjaardag van de West End-productie, waarbij ook alumni Michael Ball, Sierra Boggess en John Owen-Jones, en componist Lloyd Webber acte de présence gaven. Daarnaast zong zij haar deel van het titelnummer uit deze musical in voor Sides, het debuutalbum van haar tegenspeler Naaman. Verder was zij in oktober 2015 een van de gastartiesten bij het West End Heroes-concert, waarbij geld werd ingezameld voor Britse veteranen, en behoorde ze tot de cast van het in november 2016 eenmalig concertant opgevoerde State Fair van het London Musical Theatre Orchestra. In het najaar van 2016 was Schoenmaker te zien als een van de vaste juryleden van het Nederlandse televisieprogramma New Musical Star.
Na bijna twee jaar de rol gespeeld te hebben, speelde Schoenmaker in september 2017 haar laatste voorstelling in The Phantom of the Opera. Nagenoeg aansluitend, van november 2017 tot maart 2018, was Schoenmaker te zien in Barnum, een musical over het leven van circusuitbater P.T. Barnum, in het Off West End-theater Menier Chocolate Factory. Hierin speelde zij de rol van operazangeres Jenny Lind, naast onder meer Marcus Brigstocke als het titelpersonage en Laura Pitt-Pulford als zijn vrouw. De show kreeg matige reviews, hoewel de performance van Schoenmaker wel positief wordt genoemd. Schoenmaker trad op 27 maart 2017 op met Freek Bartels en hun vriendengroep, bestaande uit Jeske van de Staak, Bart van Veldhoven, Pien van Gerven en Liss Walravens, allen afgestudeerd als musical-artiest, in een eenmalig concert in het DeLaMar-theater. Daarnaast was zij gastartiest bij het solo-concert van Willemijn Verkaik in het Londense Cambridge Theatre, op 31 juli 2017.

### 2017 tot heden: losse projecten, nieuwe wegen
Na Barnum richtte Schoenmaker zich op losse projecten. Zo was ze in december 2017 en juni 2018 een van de solisten van een aantal internationale concerten met louter nummers van componist Andrew Lloyd Webber. Dit bracht haar onder andere naar Barcelona en Tokio. Daarnaast was Schoenmaker te zien in eenmalige (concertante) opvoeringen van Leonard Bernstein's On the Town (als onderdeel van BBC Proms) en Camelot (door het London Musical Theatre Ochestra) en werkte ze mee aan het concert The Magic of Animation - In Concert (onder de vlag van West End Does) en Friday Night is Music Night (BBC Concert Orchestra).
In december 2018 was Schoenmaker te zien als Assepoester in The Christmas Show: Assepoester en het Kerstbal, haar eerste Nederlandse productie sinds 2014, naast onder meer bedenker en schrijver Carlo Boszhard, Esmée van Kampen en Berget Lewis. Ook in de jubileumeditie van The Christmas Show in 2019 vertolkte Schoenmaker de hoofdrol. In mei 2018 werd aangekondigd dat Schoenmaker naast Pia Douwes, Willemijn Verkaik, Stanley Burleson en Freek Bartels in mei en juni 2019 zou gaan touren met het liedjesprogramma Best of Broadway. Echter werd in januari 2019 bekend dat zij voor deze concerten verstek moest laten gaan; haar plaats wordt ingenomen door Tessa van Tol. Dit door een agendaconflict met de toen nog niet aangekondigde rol van Franca Naccarelli in The Light in the Piazza, welke in juni en juli 2019 speelde in het Southbank Centre in Londen. Schoenmaker speelde hier naast onder meer Renée Fleming, Dove Cameron en Rob Houchen. Eerder maakte Schoenmaker al bekend dat zij een voorstelling in de Verenigde Staten zou gaan spelen, namelijk in Los Angeles. Dit bleek eveneens om The Light in the Piazza te gaan, welke in oktober 2019 in het Dorothy Chandler Pavillion speelde, een van de zalen in het Los Angeles Music Center.
In december 2018 maakte Schoenmaker bekend dat zij haar filmdebuut zou maken in de film Rocketman, over het leven van zanger Elton John. Schoenmaker werd gecast voor de rol van Renate Blauel, de Duitse ex-vrouw van de zanger. Voor de film zong zij samen met Taron Egerton, in de rol van Elton John, het nummer Don't Let the Sun Go Down on Me in, welke tevens verscheen op het soundtrackalbum van de film. Schoenmaker werd gecast voor een rol in de film Hong Kong Love Story, waarvoor zij vanaf december 2020 opnames had in Hong Kong. Tevens heeft zij een rol in de Vlaams-Nederlandse serie Red Light, met en van Carice van Houten en Halina Reijn.
In het eerste kwartaal van 2020 zou Schoenmaker opnieuw de rol van Christine Daaé spelen, naast, in een Engelstalige productie van The Phantom of The Opera in Thessaloniki en Athene, Griekenland. Vanwege de coronavirus-pandemie werden alle resterende voorstellingen na 10 maart opgeschort. De producent was op dat moment voornemens de voorstellingen op een later moment opnieuw in te plannen. In de tussentijd maakte Schoenmaker deel uit van de concertante opvoeringen van de musical Doctor Zhivago als hoofdpersonage Lara Guishar. Ze werd ook gecast voor de concertante opvoering vanThe Secret Garden als Lily, een rol die zij ook al vertolkte in een schoolproductie, maar dit project werd uiteindelijk geannuleerd.
Met Carrie Hope Fletcher bracht Schoenmaker begin 2019 enkele podcasts uit, onder de noemer Wonder Women. Sinds juni 2019 maakt ze met Ben Forster, Carrie Hope Fletcher en Ramin Karimloo ook deel uit van de "musical supergroup" The Cardinals.
Daarnaast vormt Schoenmaker met haar partner Richard Fleeshman MAKERMAN. Ze brachten in maart 2020 hun eerste EP uit, Grove Hill.

## Persoonlijk
Schoenmakers ouders woonden in Shanghai. Haar vader is succesvol zakenman bij een rederij, haar moeder is kunstenares. Als kind wilde Schoenmaker piloot of dierenarts worden.
In 2008 bereikte Schoenmaker de landelijke finale van de Miss Proefdiervrij verkiezing, na als een van de twee te zijn verkozen uit een groep van 138 gegadigden bij de Noord-Brabantse selectieronde. Ze haakte af omdat ze het niet kon combineren met haar opleiding.
Schoenmaker woont in Londen met haar vriend, musicalartiest Richard Fleeshman.
Schoenmaker is ook hobby-fotograaf.

## Overzicht

### Musicals
- Annie (Stardust, 1997-99) – Tessie[95][96]
- Oliver! (Joop van den Ende Theaterproducties, 1999–2000) – Beth[97]
- Pinokkio (Studio 100, 2000) – Gina, kinderensemble groep 3[97][98]
- The Wizard of Oz (Oxford Brookes University, 2-5 april 2008) – Dorothy Gale
- A Little Night Music (Fontys Hogeschool voor de Kunsten, 22-25 juni 2010) – ensemble[99]
- The Secret Garden (Fontys Hogeschool voor de Kunsten, juni–juli 2011) – Lily
- Nacht, moeder (Fontys Hogeschool voor de Kunsten, april 2012) – afstudeervoorstelling
- Grand Hotel (M-Lab i.s.m. Stage Entertainment & Sofitel The Grand Amsterdam, 24 april – 6 mei 2012) – ensemble[100]
- Les Misérables (Cameron Mackintosh, 14 januari – 15 juni 2013) – Fantine
- Love Story (Stage Entertainment, 22 oktober 2013 – 13 april 2014) – Jennifer "Jenny" Cavalleri
- Les Misérables (Cameron Mackintosh, 16 juni 2014 – 13 juni 2015) – Fantine
- The Phantom of the Opera  (Cameron Mackintosh, 7 september 2015 – 4 september 2017) – Christine Daaé
- Barnum (Menier Chocolate Factory, 25 november 2017 – 3 maart 2018) – Jenny Lind
- The Light in the Piazza (Los Angales Opera, 2019) – Franca Naccarelli
- The Phantom of the Opera (Peoples Entertainment Group, januari t/m maart 2020) – Christine Daaé
- Marry Me a Little (Barn Theatre, 16 oktober - 8 november 2020) – Young Woman[101]

### Film
- Rocketman (2019) – Renate Blauel
- Hong Kong Love Story

### Televisie
- New Musical Star (AVROTROS, 2016) – zichzelf, vast jurylid
- Red Light (VTM/BNNVARA, 2020-2021) – Vanessa

### Kortlopende projecten
- Shakespeare in Concert (M-Lab 2012) – soliste
- Disney in Concert (Koninklijk Concertgebouw/Niehe Media, 2013) – soliste
- Disney in Concert (Koninklijk Concertgebouw/Niehe Media, 2014) – soliste
- Musicals in Concert (Stage Entertainment, 2014) – soliste
- Hundred Story City (2014) – soliste
- State Fair (London Musical Theatre Orchestra, 2016) – Margy Frake
- Cluster (2017) – soliste
- Andrew Lloyd Webber, A Musical Concert / A Night on Broadway With Andrew Lloyd Webber (internationale tournee, 2017, 2018) – soliste
- On the Town (BBC Proms, 2018) – Claire de Loone
- Camelot (London Musical Theatre Orchestra, 2018) – soliste
- The Christmas Show: Assepoester en het Kerstbal (RTL Live Entertainment, 2018) – Assepoester[102]
- Doctor Zhivago (1 september 2019) – Lara Guishar
- The Christmas Show: Doornroosje en de Kerstprins (RTL Live Entertainment, 2019) – Doornroosje

### Muziek
- Sides – Nadim Naaman (Auburn Jam Records, 2016), The Phantom of the Opera
- Rocketman: Music from the Motion Picture (Virgin Records, 2019), Don't Let the Sun Go Down on Me (met Taron Egerton)
- Grove Hill (2020), ep met MAKERMAN

### Nominaties en prijzen
- Jacques de Leeuw prijs, categorie Uitvoerend – gewonnen (juni 2013)
- Broadwayworld UK/West End Award 2013, Best Performance in a Long-Running West End Show Actress, voor Fantine in Les Miserables – genomineerd (november 2013)
- Musicalworld Award 2014, Beste vrouwelijke hoofdrol, voor Jennifer "Jenny" Cavalleri in Love Story – gewonnen (augustus 2014)
- Broadwayworld UK/West End Award 2014, Best Performance in a Long-Running West End Show Actress, voor Fantine in Les Miserables – genomineerd (november 2014)
- John Kraaijkamp Musical Award 2015, Beste vrouwelijke hoofdrol in een grote musical, voor Jennifer "Jenny" Cavalleri in Love Story – genomineerd (januari 2015)
- West End Frame Award 2015, Best Performance of a Song, voor I Dreamed a Dream uit Les Misérables - genomineerd (mei 2015)
- Broadwayworld UK Award 2017, Best Long-Running West End Show Performer (Female), voor Christine Daaé in The Phantom of the Opera – genomineerd (october 2017)[103]